# Manfred Grote
Manfred Grote (* 1928; † 2000) war ein deutscher Schauspieler und Synchronsprecher.

## Leben
Der Bühnenschauspieler Grote trat in Film und Fernsehen eher selten in Erscheinung. Im Kino war er bereits 1950 im DEFA-Film Semmelweis – Retter der Mütter zu sehen. Später spielte er noch in Der eiserne Gustav (1958 mit Heinz Rühmann), Und das am Montagmorgen (1959 mit O. W. Fischer), 1960 in Die 1000 Augen des Dr. Mabuse und 1964 in Das Ungeheuer von London-City.
Eine Hauptrolle spielte er in der Serie Die Laubenpieper von 1963 und eine Gastrolle in Um Haus und Hof.
In den 50er Jahren wirkte er wiederholt im Sommer bei den von Karl Siebold geleiteten Freilichtaufführungen auf dem Loreleyfelsen bei St. Goarshausen mit, unter anderem als Rudenz im Wilhelm Tell und als Kosinsky in Die Räuber. 
Er gehörte zur Synchronsprechergilde in (West-)Berlin und wurde meist in Nebenrollen eingesetzt, so für Ben Johnson (Der Einsame) oder Claude Akins (Endstation Hölle).
Zu seinen bekanntesten Synchronrollen zählt der von George Savalas gespielte Stavros in der bekannten Serie Kojak – Einsatz in Manhattan und die von Zulu in der Reihe Hawaii Fünf-Null gespielte Figur Kono Kalakaua. Weiterhin war er in den Filmen Bananas, Airport, Shaft in Afrika, Der Weg nach Westen oder In schlechter Gesellschaft zu hören. Eine seiner wenigen Hauptrollen sprach er in dem Film Die Rache des Sizilianers, wo er Bud Spencer synchronisierte. Zwar wird der Protagonisten-Part hier hauptsächlich von zwei Kindern ausgefüllt, doch Spencer spielt die zentrale Erwachsenen-Rolle, die gegen Ende des Films das Geschehen dominiert.
Kindern dürfte Grotes Stimme aus den Hörspielserien Benjamin Blümchen und Bibi Blocksberg bekannt sein, in welchen er einige Rollen sprach, oder auch aus Kimba, der weiße Löwe und Jan Tenner.
Ende der 1980er Jahre gab es mit ihm die letzten Besetzungen, die er in Hörspielen und Episodenrollen von Serien wie Der Denver-Clan oder Die Fälle des Harry Fox ablegte.

## Synchronrollen (Auswahl)

### Filme
- 1971: Tito García als Bandit #1 in Zwei wilde Companeros
- 1972: Paolo Figlia als Hilfssheriff von Sheriff Pendleton in Providenza! – Mausefalle für zwei schräge Vögel
- 1972: Aldo Sambrell als Sheriff Walker in Ben und Charlie
- 1976: Enrico Chiappafreddo als Handlanger in Eiskalte Typen auf heißen Öfen
- 1978: Vincenzo Maggio als Dieb im Bus in Plattfuß in Afrika
- 1984: Joe Franklin als Joe Franklin in Ghostbusters – Die Geisterjäger

### Serien
- 1962–1997: Bing Russell als Sheriff Clem Foster in Bonanza
- 1971–1972: Zulu als Kono Kalakaua (1. Stimme) in Hawaii Fünf-Null
- 1974: Hal Baylor als Evan Durfee in Bonanza
- 1984: Lew Brown als Clarence Colby in Dallas
- 1986: Bert Remsen als Jimmy Delaney in Hart aber herzlich
- 1991: Robert Foulk als 1. Bürger in Bonanza